# Capricornis crispus
Espèce
Synonymes
- Naemorhedus crispus

Statut de conservation UICN

 LC  : Préoccupation mineure
Le Saro du Japon (Capricornis crispus), connu en japonais comme Nihon kamoshika (ニホンカモシカ), est un mammifère de la famille des Bovidés, et de la sous-famille des Caprinés. Il vit dans les forêts de Honshū au Japon.

## Description
Ils mesurent 60 à 90 cm au garrot pour 30 à 130 kg[réf. nécessaire]. Leur fourrure est touffue. Leur robe mêle blanc et brun avec un dessous noir. Les deux sexes arborent des cornes de 10 cm recourbées en arrière.
Ils sont diurnes. On les trouve sur les reliefs boisés où ils se nourrissent de feuilles et de glands. Ils ne mangent que le matin et le soir, passant le reste de la journée sous des abris rocheux. Ils sont solitaires ou se déplacent en couples, parfois avec leurs jeunes. Leur territoire est réduit (de 2 à 20 ha). Ils le marquent d'une substance claire à l'odeur de vinaigre sécrétée par leurs glandes préorbitales, bien visibles sous les yeux.
Ils ont atteint l'âge de dix ans en captivité. Leur espérance de vie à l'état sauvage est inconnue. La population captive est d'environ 35 individus.